# マペット・ショーのエピソード一覧
マペット・ショーのエピソード一覧（マペット・ショーのエピソードいちらん）は、アメリカ合衆国のテレビ番組『マペット・ショー』の各エピソードを記した一覧である。

## シリーズ概要
アメリカでは現在Disney+で配信されているが、欠番回が存在する。日本での配信は未定。
| シーズン   | 放送回数 | 通算放送回数 | 初回放送日     | 初回放送日     | 備考 |
| ---------- | -------- | ------------ | -------------- | -------------- | ---- |
| パイロット | 2        | -            | N/A            | 1974年1月30日  |      |
| 1          | 24       | 24           | 1977年1月16日  | 1977年4月25日  |      |
| 2          | 24       | 48           | 1978年2月5日   | 1977年11月18日 |      |
| 3          | 24       | 72           | 1978年12月22日 | 1978年11月23日 |      |
| 4          | 24       | 96           | 1979年12月14日 | 1979年9月20日  |      |
| 5          | 24       | 120          | 1981年1月4日   | 1981年2月28日  |      |

## エピソード一覧

### パイロット版
| 話                                          | タイトル                          | 放送日        |
| ------------------------------------------- | --------------------------------- | ------------- |
| 1                                           | The Muppets Valentine Show        | 1974年1月30日 |
| 2                                           | The Muppet Show: Sex and Violence | 1975年3月19日 |
| アメリカではABCで放送、いずれも日本未放送。 |                                   |               |

### シーズン1
| 話 | ゲスト                     | 放送日         | 放送日         | 放送日        |
| -- | -------------------------- | -------------- | -------------- | ------------- |
| 1  | ジュリエット・プラウズ     | 1977年1月16日  | 1977年4月25日  | N/A           |
| 2  | コニー・スティーブンス     | 1977年4月16日  | 1977年2月28日  | N/A           |
| 3  | ジョエル・グレイ           | 1976年5月5日   | 1976年10月18日 | N/A           |
| 4  | ルース・バジー             | 1976年10月3日  | 1976年10月11日 | N/A           |
| 5  | リタ・モレノ               | 1976年9月12日  | 1976年9月20日  | 1981年6月14日 |
| 6  | ジム・ネイバース           | 1976年9月26日  | 1976年9月27日  | N/A           |
| 7  | フローレンス・ヘンダーソン | 1976年10月17日 | 1976年11月15日 | N/A           |
| 8  | ポール・ウィリアムズ       | 1976年10月10日 | 1976年10月25日 | 1981年7月12日 |
| 9  | シャルル・アズナブール     | 1976年11月28日 | 1977年1月17日  | 1981年7月19日 |
| 10 | ハーヴェイ・コーマン       | 1976年11月7日  | 1976年12月13日 | N/A           |
| 11 | レナ・ホーン               | 1976年10月31日 | 1976年11月1日  | N/A           |
| 12 | ピーター・ユスティノフ     | 1976年10月24日 | 1976年11月8日  | N/A           |
| 13 | ブルース・フォーサイス     | 1977年1月30日  | 1976年12月6日  | N/A           |
| 14 | サンディ・ダンカン         | 1976年9月19日  | 1976年10月4日  | 1981年8月23日 |
| 15 | キャンディス・バーゲン     | 1976年11月14日 | 1976年11月29日 | 1981年9月6日  |
| 16 | エイブリー・シュライバー   | 1976年12月12日 | 1977年4月18日  | N/A           |
| 17 | ベン・ヴェリーン           | 1976年11月21日 | 1977年1月24日  | N/A           |
| 18 | フィリス・ディラー         | 1976年12月5日  | 1977年2月14日  | N/A           |
| 19 | ヴィンセント・プライス     | 1977年4月23日  | 1977年1月31日  | 1981年8月16日 |
| 20 | ヴァレリー・ハーパー       | 1977年1月2日   | 1976年11月22日 | N/A           |
| 21 | ツイッギー                 | 1976年12月19日 | 1977年2月7日   | N/A           |
| 22 | エセル・マーマン           | 1977年4月9日   | 1977年2月21日  | N/A           |
| 23 | ケイ・バラード             | 1977年1月23日  | 1977年3月7日   | N/A           |
| 24 | ムメン・シャンツ           | 1977年1月9日   | 1977年3月21日  | N/A           |

### シーズン2
| 話 | ゲスト                   | 放送日         | 放送日         | 放送日        |
| -- | ------------------------ | -------------- | -------------- | ------------- |
| 1  | ドン・ノッツ             | 1978年2月5日   | 1977年11月18日 | N/A           |
| 2  | ゼロ・モステル           | 1978年3月5日   | 1977年12月9日  | N/A           |
| 3  | ミルトン・バール         | 1977年10月14日 | 1977年11月11日 | N/A           |
| 4  | リッチ・リトル           | 1977年11月4日  | 1977年9月23日  | N/A           |
| 5  | ジュディ・コリンズ       | 1978年1月29日  | 1978年1月30日  | N/A           |
| 6  | ナンシー・ウォーカー     | 1977年10月28日 | 1977年10月24日 | N/A           |
| 7  | エドガー・バーゲン       | 1977年11月11日 | 1977年10月7日  | N/A           |
| 8  | スティーブ・マーティン   | 1977年12月9日  | 1977年10月31日 | N/A           |
| 9  | マデリーン・カーン       | 1977年10月7日  | 1977年9月30日  | N/A           |
| 10 | ジョージ・バーンズ       | 1977年9月30日  | 1977年9月16日  | N/A           |
| 11 | ドム・デルイーズ         | 1977年11月25日 | 1977年10月14日 | N/A           |
| 12 | バーナデット・ピーターズ | 1977年11月18日 | 1977年11月4日  | N/A           |
| 13 | ルドルフ・ヌレエフ       | 1978年1月22日  | 1978年1月23日  | N/A           |
| 14 | エルトン・ジョン         | 1978年1月8日   | 1978年2月6日   | 1981年6月7日  |
| 15 | ルー・ロウルズ           | 1977年12月16日 | 1978年3月3日   | N/A           |
| 16 | クレオ・レーン           | 1978年1月15日  | 1978年5月15日  | 1981年8月9日  |
| 17 | ジュリー・アンドリュース | 1977年12月25日 | 1978年2月20日  | 1981年9月20日 |
| 18 | ジェイ・P・モーガン      | 1978年2月26日  | 1978年3月6日   | N/A           |
| 19 | ピーター・セラーズ       | 1978年1月1日   | 1978年2月24日  | 1981年6月21日 |
| 20 | ペトゥラ・クラーク       | 1978年3月12日  | 1978年5月5日   | 1981年7月26日 |
| 21 | ボブ・ホープ             | 1978年3月12日  | 1978年5月5日   | N/A           |
| 22 | テレサ・ブリュワー       | 1977年12月2日  | 1977年11月21日 | N/A           |
| 23 | ジョン・クリーズ         | 1977年10月21日 | 1977年12月2日  | N/A           |
| 24 | クロリス・リーチマン     | 1978年2月12日  | 1978年5月20日  | N/A           |

### シーズン3
| 話 | ゲスト                                      | 放送日         | 放送日         | 放送日        |
| -- | ------------------------------------------- | -------------- | -------------- | ------------- |
| 1  | クリス・クリストファーソン リタ・クーリッジ | 1978年12月22日 | 1978年11月23日 | N/A           |
| 2  | レオ・セイヤー                              | 1978年3月26日  | 1978年12月7日  | N/A           |
| 3  | ロイ・クラーク                              | 1978年3月19日  | 1978年9月28日  | N/A           |
| 4  | ギルダ・ラドナー                            | 1978年4月2日   | 1978年12月14日 | N/A           |
| 5  | パール・ベイリー                            | 1978年4月9日   | 1978年11月16日 | N/A           |
| 6  | ジーン・ステイプルトン                      | 1978年4月16日  | 1978年10月5日  | N/A           |
| 7  | アリス・クーパー                            | 1978年11月24日 | 1978年11月2日  | N/A           |
| 8  | ロレッタ・リン                              | 1978年4月23日  | 1978年10月26日 | 1981年9月27日 |
| 9  | リベラーチェ                                | 1979年1月19日  | 1978年10月19日 | N/A           |
| 10 | マリサ・ベレンソン                          | 1978年12月15日 | 1978年12月21日 | N/A           |
| 11 | ラクエル・ウェルチ                          | 1978年11月17日 | 1978年11月30日 | 1981年6月28日 |
| 12 | ジェームズ・ココ                            | 1978年12月8日  | 1978年10月12日 | N/A           |
| 13 | ヘレン・レディ                              | 1978年12月1日  | 1978年9月21日  | N/A           |
| 14 | ハリー・ベラフォンテ                        | 1979年1月5日   | 1979年2月15日  | 1981年9月13日 |
| 15 | レスリー・アン・ウォーレン                  | 1979年1月12日  | 1979年2月8日   | N/A           |
| 16 | ダニー・ケイ                                | 1978年12月25日 | 1979年2月1日   | N/A           |
| 17 | スパイク・ミリガン                          | 1979年3月2日   | 1979年1月18日  | N/A           |
| 18 | レスリー・アガムズ                          | 1979年1月26日  | 1979年7月5日   | N/A           |
| 19 | エルケ・ソマー                              | 1979年2月2日   | 1979年1月25日  | N/A           |
| 20 | シルヴェスター・スタローン                  | 1979年2月9日   | 1979年2月22日  | N/A           |
| 21 | ロジャー・ミラー                            | 1979年2月16日  | 1979年5月10日  | N/A           |
| 22 | ロイ・ロジャース デール・エヴァンス         | 1979年2月23日  | 1979年5月17日  | N/A           |
| 23 | リン・レッドグレイヴ                        | 1979年3月9日   | 1979年5月24日  | N/A           |
| 24 | シェリル・ラッド                            | 1978年12月29日 | 1978年11月9日  | 1981年8月30日 |

### シーズン4
日本未放送
| 話 | ゲスト                   | 放送日         | 放送日         |
| -- | ------------------------ | -------------- | -------------- |
| 1  | ジョン・デンバー         | 1979年12月14日 | 1979年9月20日  |
| 2  | クリスタル・ゲイル       | 1979年11月2日  | 1979年10月11日 |
| 3  | シールドとヤーネル       | 1979年11月23日 | 1979年10月4日  |
| 4  | ダイアン・キャノン       | 1980年1月25日  | 1980年1月31日  |
| 5  | ヴィクター・ボーグ       | 1979年11月9日  | 1979年11月1日  |
| 6  | リンダ・ラヴィン         | 1979年12月7日  | 1979年9月27日  |
| 7  | ダドリー・ムーア         | 1979年10月29日 | 1979年10月25日 |
| 8  | アーロ・ガスリー         | 1979年12月21日 | 1979年12月4日  |
| 9  | ビバリー・シルズ         | 1979年11月16日 | 1979年11月8日  |
| 10 | ケニー・ロジャース       | 1979年11月30日 | 1979年10月18日 |
| 11 | ローラ・ファラーナ       | 1980年1月18日  | 1979年11月22日 |
| 12 | フィリス・ジョージ       | 1980年1月11日  | 1979年11月29日 |
| 13 | ディジー・ガレスピー     | 1980年1月4日   | 1980年2月28日  |
| 14 | ライザ・ミネリ           | 1979年12月28日 | 1979年11月15日 |
| 15 | アン・マレー             | 1980年2月1日   | 1980年3月6日   |
| 16 | ジョナサン・ウィンターズ | 1980年2月8日   | 1980年3月13日  |
| 17 | マーク・ハミル           | 1980年2月29日  | 1980年2月21日  |
| 18 | クリストファー・リーヴ   | 1980年2月15日  | 1980年2月7日   |
| 19 | リンダ・カーター         | 1980年2月22日  | 1980年2月14日  |
| 20 | アラン・アーキン         | 1980年3月20日  | 1980年3月20日  |
| 21 | ダグ・ヘニング           | 1980年3月14日  | 1980年5月1日   |
| 22 | アンディ・ウィリアムス   | 1980年3月21日  | 1980年5月22日  |
| 23 | キャロル・チャニング     | 1980年3月28日  | 1980年5月8日   |
| 24 | ダイアナ・ロス           | 1980年4月4日   | 1980年5月15日  |

### シーズン5
日本未放送
| 話 | ゲスト                     | 放送日         | 放送日         |
| -- | -------------------------- | -------------- | -------------- |
| 1  | ジーン・ケリー             | 1981年1月4日   | 1981年2月28日  |
| 2  | ロレッタ・スウィット       | 1980年10月12日 | 1980年11月15日 |
| 3  | ジョーン・バエズ           | 1980年12月14日 | 1980年12月6日  |
| 4  | シャーリー・バッシー       | 1981年3月15日  | 1980年10月4日  |
| 5  | ジェームズ・コバーン       | 1980年10月19日 | 1980年10月11日 |
| 6  | ブルック・シールズ         | 1980年11月9日  | 1980年10月18日 |
| 7  | グレンダ・ジャクソン       | 1980年12月28日 | 1980年11月8日  |
| 8  | セニョール・ウェンス       | 1980年11月23日 | 1981年5月30日  |
| 9  | デビー・ハリー             | 1981年1月25日  | 1981年2月21日  |
| 10 | ジャン＝ピエール・ランパル | 1980年11月30日 | 1981年1月17日  |
| 11 | ポール・サイモン           | 1981年2月22日  | 1981年4月25日  |
| 12 | メリサ・マンチェスター     | 1980年11月16日 | 1981年6月8日   |
| 13 | トニー・ランドール         | 1980年11月2日  | 1901年10月25日 |
| 14 | マック・デイビス           | 1981年3月8日   | 1980年11月22日 |
| 15 | キャロル・バーネット       | 1981年2月8日   | 1980年9月20日  |
| 16 | グラディス・ナイト         | 1980年12月7日  | 1981年5月2日   |
| 17 | ハル・リンデン             | 1981年1月11日  | 1981年2月7日   |
| 18 | マーティ・フェルドマン     | 1980年12月21日 | 1981年5月23日  |
| 19 | クリス・ランガム           | 1981年3月1日   | 1981年1月31日  |
| 20 | ワリー・ボーグ             | 1981年1月18日  | 1981年5月9日   |
| 21 | ジョニー・キャッシュ       | 1981年2月1日   | 1981年2月14日  |
| 22 | バディ・リッチ             | 1981年2月15日  | 1981年5月16日  |
| 23 | リンダ・ロンシュタット     | 1980年10月26日 | 1980年11月1日  |
| 24 | ロジャー・ムーア           | 1980年10月5日  | 1980年9月27日  |

### テレビ朝日放送分
テレビ朝日では本日の内容をタイトルにしてラテ欄に掲載。ゲストについては週刊TVガイドで紹介していた。
| #  | サブタイトル          | ゲスト (吹き替え声優)               | 日本放送日    |
| -- | --------------------- | ----------------------------------- | ------------- |
| 1  | ロックと人形天国 (新) | エルトン・ジョン (富山敬)           | 1981年 6月7日 |
| 2  | 女と電話にご用心      | リタ・モレノ (鈴木弘子)             | 6月14日       |
| 3  | 警部がくるゾー!       | ピーター・セラーズ (川久保潔)       | 6月21日       |
| 4  | ボインが大好き!       | ラクエル・ウェルチ (中村晃子)       | 6月28日       |
| 5  | テレビでも大スター    | ポール・ウィリアムズ (鈴木ヒロミツ) | 7月12日       |
| 6  | ピギーとバリ野郎      | シャルル・アズナブール (藤村有弘)   | 7月19日       |
| 7  | 対決!鳥ガンマン       | ペトゥラ・クラーク (藤田淑子)       | 7月26日       |
| 8  | ジャズって最高!       | クレオ・レーン (小原乃梨子)         | 8月9日        |
| 9  | ドラキュラ登場!       | ヴィンセント・プライス (田中明夫)   | 8月16日       |
| 10 | 世界一のギャグ!?      | サンディ・ダンカン (松島トモ子)     | 8月23日       |
| 11 | ピギー必殺の空手      | シェリル・ラッド (夏木マリ)         | 8月30日       |
| 12 | 激写C・バーゲン       | キャンディス・バーゲン (平井道子)   | 9月6日        |
| 13 | 炎のドラム大合戦      | ハリー・ベラフォンテ (尾藤イサオ)   | 9月13日       |
| 14 | ジュリーと歌おう      | ジュリー・アンドリュース (武藤礼子) | 9月20日       |
| 15 | サヨナラ公園駅編 (終) | ロレッタ・リン (江利チエミ)         | 9月27日       |

- 1981年7月5日は「プロ野球～神宮 ヤクルトVS巨人」のため放送休止。
- 1981年8月2日は「プロ野球～甲子園 阪神VS巨人」のため放送休止。